# 哥伦布 (密西西比州)
哥伦布是美国密西西比州朗兹县的一个城市，位于汤比格比河附近。该市位于杰克逊北面，距离约282（175英里），位于默尔迪恩北面距离约193（120英里）。距离图珀洛约102（63英里），距离伯明翰198（123英里）。全市人口在美国2000年人口普查时为25,944。该市也是朗兹县的县治。哥伦布也是密西西比州北部被称为金三角的区域的一部分。

## 历史
在西方探险史上，哥伦布第一次被记载发现是因为埃尔南多·德·索托汤比格比河附近寻找黄金黄金国。

### 创建
哥伦布始建于1821年。在这之前，当地人将这片区域称为Possum Town。这个名字时至今日人被当地人作为哥伦布的昵称使用。因为建于1817年河对岸的朴茨茅斯被河水淹没而遭致破坏，故新建了哥伦布并安置受灾居民。原朴茨茅斯的区域现在是密西西比州女子大学环境研究所所在地。西拉斯·麦克比建议将地名定位哥伦布。为了纪念麦克比，当地的一条河用他的名字命名
这个城市的创建者们首要的事情之一就是创办公立学校，并命名为富兰克林学院。因为该学院建于建州前一年，故被认为是密西西比州第一所公立学校，但并未马上得到承认，因为在早期历史，哥伦布被错误的边界划至亚拉巴马州。

### 内战和善后
美国南北战争期间，哥伦布是后方的医疗基地。然而，哥伦布也有一些兵工厂生产火药，手枪和一些大炮。正因为这些，北方不止一次的试图攻击哥伦布但皆未成功。许多在夏洛战役中死伤的人被带到了哥伦布，其中数以千计的人被埋葬于哥伦布的友谊公墓。
有一家当地医院竭力保护了内战前的建筑，每年都会吸引大量游客参观。

### 二十世纪
第二次世界大战时期，哥伦布建立了哥倫布空軍基地
，基地中有一所飞行训练学校。在经历了1950年代至1960年代作为空军战略指挥部的基础，被苏联纳入了目标名单。哥伦布空军基地回复了原来的作用。现如今，哥伦布空军基地是4个美国空军飞行培训中心之一。即使如此，哥伦布空军基地也好几次为基地调整和关闭举行听证会。
哥伦布的工业在20世纪中叶发展迅速。这里诞生了实际上最大的马桶制造商，并且有大量家具和纺织工厂。
哥伦布也诞生了大量的文化名人。例如田纳西·威廉斯，美国蓝草音乐歌手、格莱美奖获得者艾利森·克劳斯。

## 地理

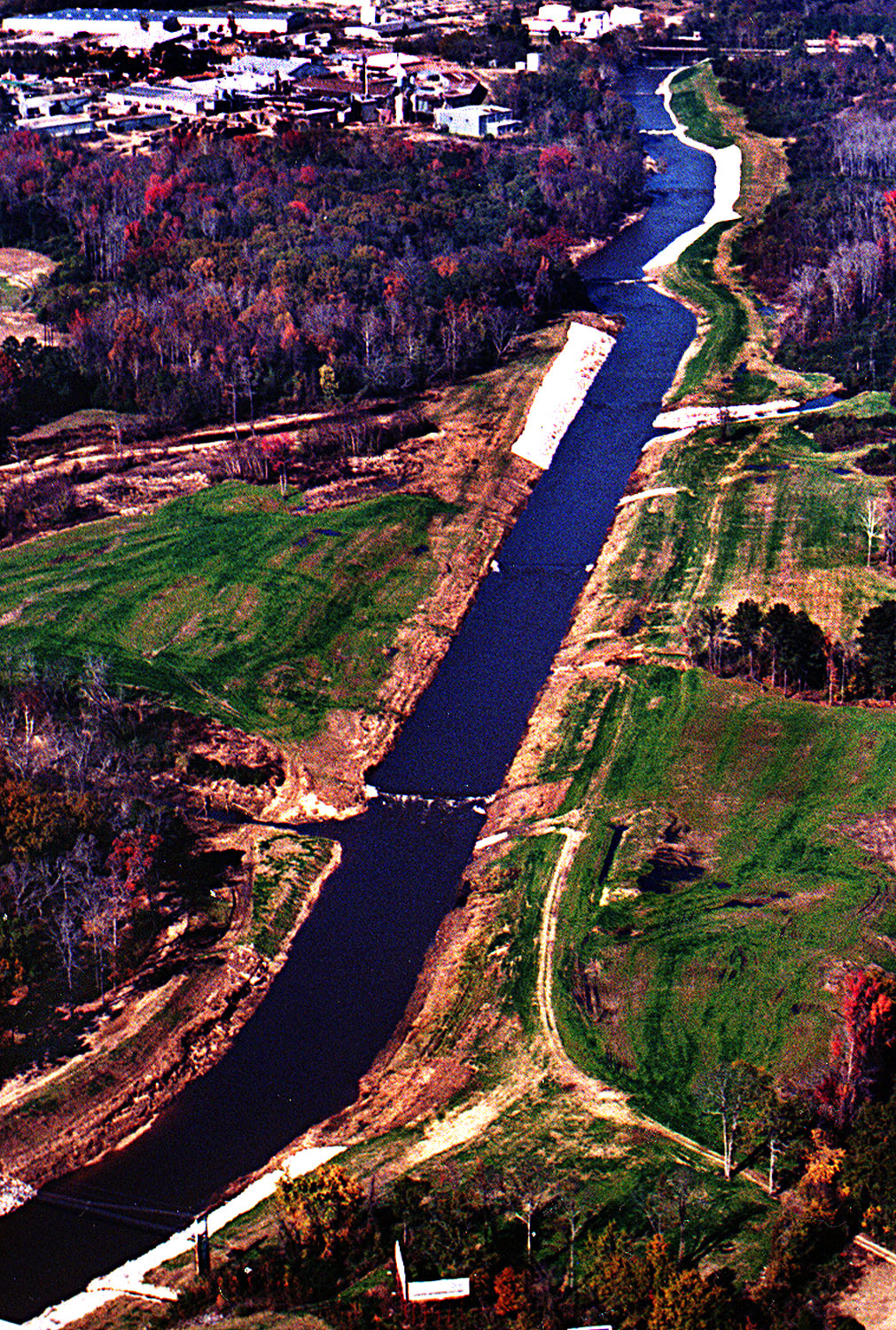
哥伦布周边

根据美国人口调查局的数据，全市总面积为57.8平方英里，其中55.5平方英里是陆地，还有2.3平方英里是水域。

## 媒体
哥伦布共有2家报纸机构，一个是日报（除了星期六）商业电讯
和周报哥伦布资讯，还有一家电视台（WCBI-TV）和两个杂志出版商。
图珀洛电视台也为哥伦布服务。

## 人口统计
哥伦布的人口自20世纪初以来一直稳步增长。在1900年，哥伦布共有6,484人居住；在1910年是8,988人； 在1920年是10,501人；在1940年是13,645人。
截至美国2000年人口普查时全市共有25,944人，10,062户和6,419个家庭居住在这个城市。人口密度为每平方英里1,211.5人(467.6/km²)。全市11,112住房单位密度为518.9/sq mi (200.3/km²)。全市总人口的43.62%是白种人，54.41%是非洲裔美国人，0.10%是土著， 0.56%是亚裔，0.01%是太平洋岛民，0.51%来自其他种族，还有0.79%是混血。西班牙裔和拉丁美洲裔分别占总人口的1.13%。
全市10,062户中29.8%有18岁以下的孩子和他们居住，38.0%户是已经结婚的，21.7%户已婚丧夫的家庭，还有36.2%户是非家庭。10,062户中31.3%由个人组成12.2%户居住着65岁及以上的独居老人。平均每户有2.42人，每个家庭3.07人。
全市18岁以下的少年儿童及青少年占总人口的26.0%，12.0%的人口居于18岁到24岁之间，26.6%的人口居于25岁到44岁之间，19.8%的人口居于45岁到64岁之间，还有15.5%的人口是65岁以上的老年人。人口年龄的中位数是34岁，平均每100名女性对应82.6名男性。18岁以上的每100名女性对应75.3名男性。
城市家庭年收入中位数为27,393美元，每户平均年收入37,068美元。男性年收入为30,773美元，女性则是20,182美元。全市人均年收入为16,848美元。
| 调查年                | 人口   | 备注 | %±     |
| --------------------- | ------ | ---- | ------ |
| 1850                  | 2,611  |      | —      |
| 1860                  | 3,308  |      | 26.7%  |
| 1870                  | 4,812  |      | 45.5%  |
| 1880                  | 3,955  |      | −17.8% |
| 1890                  | 4,559  |      | 15.3%  |
| 1900                  | 6,484  |      | 42.2%  |
| 1910                  | 8,988  |      | 38.6%  |
| 1920                  | 10,501 |      | 16.8%  |
| 1930                  | 10,743 |      | 2.3%   |
| 1940                  | 13,645 |      | 27.0%  |
| 1950                  | 17,172 |      | 25.8%  |
| 1960                  | 24,771 |      | 44.3%  |
| 1970                  | 25,795 |      | 4.1%   |
| 1980                  | 27,503 |      | 6.6%   |
| 1990                  | 23,799 |      | −13.5% |
| 2000                  | 25,944 |      | 9.0%   |
| 2010                  | 23,640 |      | −8.9%  |
| 2020                  | 24,084 |      | 1.9%   |
| U.S. Decennial Census |        |      |        |

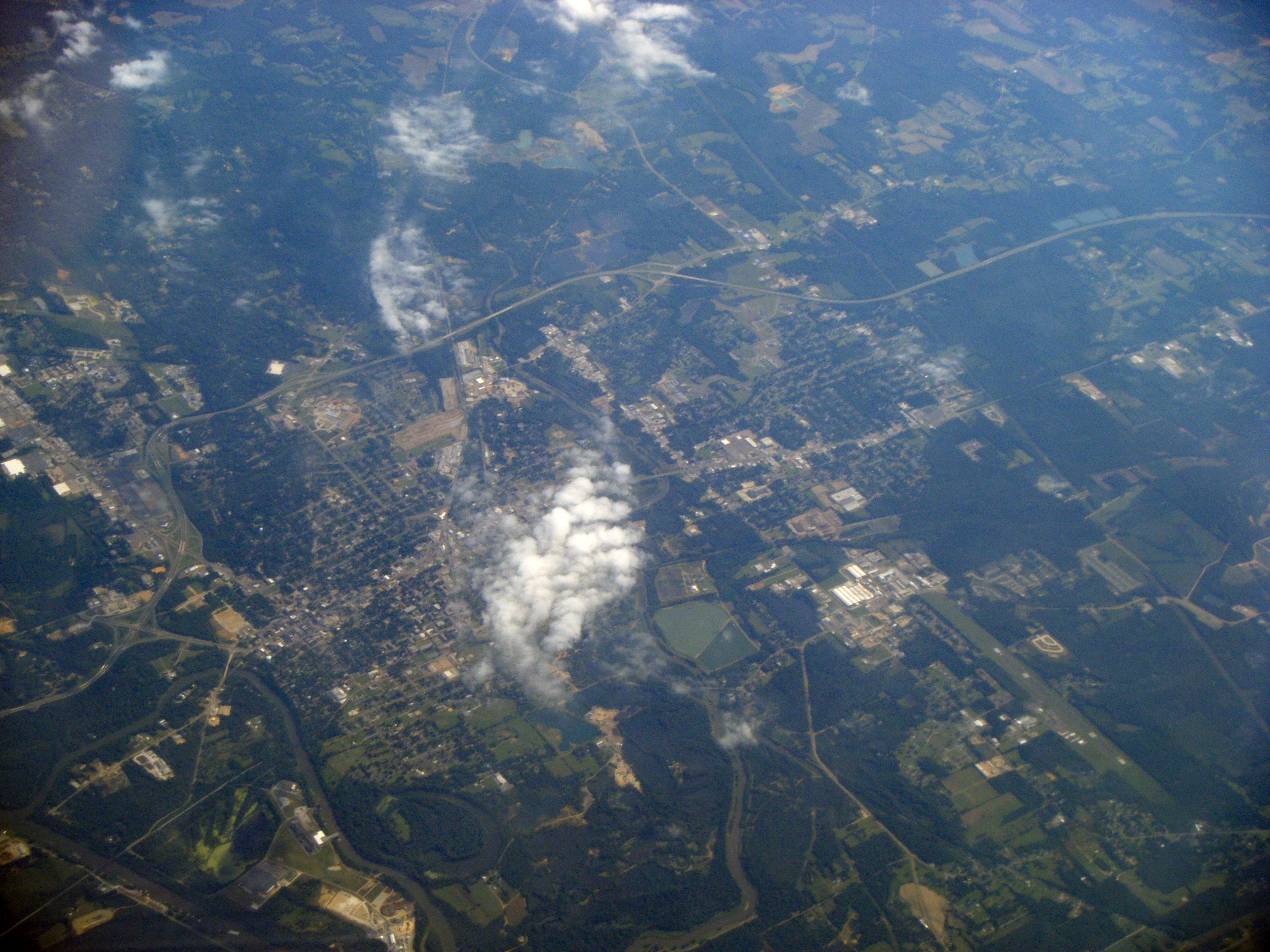
Aerial view of Columbus

### 2020年人口普查
| 种族            | 人口   | 占比   |
| --------------- | ------ | ------ |
| 美国白人        | 7,460  | 30.97% |
| 非裔美国人      | 15,345 | 63.71% |
| 美洲原住民      | 37     | 0.15%  |
| 亚裔美国人      | 250    | 1.04%  |
| 太平洋岛原住民  | 4      | 0.02%  |
| 其他/混血       | 350    | 2.2%   |
| 西班牙裔/拉丁裔 | 458    | 1.9%   |

截至2020年美国人口普查，哥伦布市有24084人。